# Erica cymosa
Erica cymosa là một loài thực vật có hoa trong họ Thạch nam. Loài này được E.Mey. ex Benth. mô tả khoa học đầu tiên năm 1839.